# Karl Beurle
Karl Beurle (24. dubna 1860 Velký Dvůr u Pohořelic – 4. ledna 1919 Linec) byl rakouský politik, na počátku 20. století poslanec Říšské rady.

## Biografie
Působil jako advokát v Linci. Byl aktivní veřejně i politicky. Od roku 1890 zasedal jako poslanec Hornorakouského zemského sněmu. Byl předákem Německé lidové strany v Horních Rakousích. Profiloval se jako zdatný řečník.
Na počátku 20. století se zapojil i do celostátní politiky. Ve volbách do Říšské rady roku 1901 byl zvolen do Říšské rady (celostátní zákonodárný sbor) za městskou kurii, obvod Freistadt, Leonfelden, Oberneukirchen atd.
V roce 1917 se stal členem Panské sněmovny (jmenovaná, horní komora Říšské rady).